# Robert Nisbet
Robert Alexander Nisbet (30. září 1913, Los Angeles - 9. září 1996, Washington D.C.) byl americký sociolog a vysokoškolský pedagog. Vyučoval například na University of Arizona, University of California, Berkeley, Columbia University či University of California, Riverside.

## Dílo
- 1953. The Quest for Community: A Study in the Ethics of Order and Freedom
- 1966. The Sociological Tradition
- 1969. Social Change and History: Aspects of the Western Theory of Development
- 1970. The Social Bond: An Introduction to the Study of Society
- 1971. The Degradation of the Academic Dogma: The University in America, 1945-1970
- 1973. The Social Philosophers: Community and Conflict in Western Thought
- 1974. The Sociology of Emile Durkheim
- 1975. The Twilight of Authority
- 1980. History of the Idea of Progress
- 1983. Prejudices: A Philosophical Dictionary
- 1986. The Making of Modern Society
- 1986. Conservatism: Dream and Reality
- 1988. The Present Age: Progress and Anarchy in Modern America